# Micrurus elegans
Espèce
Synonymes
- Elaps elegans Jan, 1858

Statut de conservation UICN

 LC  : Préoccupation mineure
Micrurus elegans est une espèce de serpents de la famille des Elapidae. 

## Répartition
Cette espèce se rencontre au Guatemala et au Mexique dans les États du Chiapas, d'Oaxaca, du Tabasco et du Veracruz.

## Liste des sous-espèces
Selon The Reptile Database (17 février 2014) :
- Micrurus elegans elegans (Jan, 1858)
- Micrurus elegans veraepacis Schmidt, 1933

## Publications originales
- Jan, 1858 : Plan d'une iconographie descriptive des ophidiens et description sommaire de nouvelles espèces de serpents. Revue et Magasin de Zoologie Pure et Appliquée, Paris, sér. 2, vol. 10, p. 438-449 & 514-527 (texte intégral).
- Schmidt, 1933 : Preliminary account of the coral snakes of Central America and Mexico. Zoological series of the Field Museum of Natural History, vol. 20, p. 29-40 (texte intégral).